# Buxus rugulosa
Buxus rugulosa är en buxbomsväxtart som beskrevs av Sumihiko Hatusima. Buxus rugulosa ingår i släktet buxbomar, och familjen buxbomsväxter.

## Underarter
Arten delas in i följande underarter:
- B. r. prostrata
- B. r. rupicola